# 809 Lundia
Lundia (asteroide 809) é um asteroide da cintura principal, a 1,8427754 UA. Possui uma excentricidade de 0,1927362 e um período orbital de 1 259,71 dias (3,45 anos).
Lundia tem uma velocidade orbital média de 19,71352405 km/s e uma inclinação de 7,14386º.
Este asteroide foi descoberto em 11 de Agosto de 1915 por Max Wolf.

## Sistema binário
Observações da sua curva de luz, realizadas em 2005, revelou que Lundia é um sistema binário de dois objetos de tamanho semelhante que orbitam o seu centro de gravidade comum. "Lundia" agora se refere a um dos objetos, o outro está sendo designado provisoriamente de S/2005 (809) 1.